# Produs extern
În algebra liniară, produsul extern, (sau produsul diadic) a doi vectori de coordonate este o matrice. Dacă cei doi vectori au dimensiunile n și m, atunci produsul lor exterior este o matrice n × m. Mai general, având în vedere doi tensori (matrici multidimensionale), produsul lor extern este un tensor. Produsul extern al tensorilor este denumit și produsul tensorial⁠(d) al acestora și poate fi folosit pentru a defini algebra tensorială⁠(d).
Produsul extern diferă de:
- produsul scalar (un caz particular al produsului intern, care produce un scalar dintr-o pereche de vectori de coordonate,
- produsul Kronecker, care produce o matrice de blocuri dintr-o pereche de matrici,
- produsul matricial (standard).

## Definiție
Fiind dați doi vectori de dimensiunile {\displaystyle m\times 1} și {\displaystyle n\times 1}
{\displaystyle \mathbf {u} ={\begin{bmatrix}u_{1}\\u_{2}\\\vdots \\u_{m}\end{bmatrix}},\quad \mathbf {v} ={\begin{bmatrix}v_{1}\\v_{2}\\\vdots \\v_{n}\end{bmatrix}}}
produsul lor extern, notat {\displaystyle \mathbf {u} \otimes \mathbf {v} ,} este matricea {\displaystyle \mathbf {A} _{m\times n}} obținută prin înmulțirea fiecărui element al {\displaystyle \mathbf {u} } cu fiecare element al {\displaystyle \mathbf {v} }:
{\displaystyle \mathbf {u} \otimes \mathbf {v} =\mathbf {A} ={\begin{bmatrix}u_{1}v_{1}&u_{1}v_{2}&\dots &u_{1}v_{n}\\u_{2}v_{1}&u_{2}v_{2}&\dots &u_{2}v_{n}\\\vdots &\vdots &\ddots &\vdots \\u_{m}v_{1}&u_{m}v_{2}&\dots &u_{m}v_{n}\end{bmatrix}}}
Sau, în notație indexată:
{\displaystyle (\mathbf {u} \otimes \mathbf {v} )_{ij}=u_{i}v_{j}}
Notând produsul scalar cu {\displaystyle \,\cdot ,\,} dacă se dă un vector {\displaystyle \mathbf {w} _{n\times 1},} atunci {\displaystyle (\mathbf {u} \otimes \mathbf {v} )\mathbf {w} =(\mathbf {v} \cdot \mathbf {w} )\mathbf {u} .} Dacă se dă un vector {\displaystyle \mathbf {x} _{1\times m},} atunci {\displaystyle \mathbf {x} (\mathbf {u} \otimes \mathbf {v} )=(\mathbf {x} \cdot \mathbf {u} )\mathbf {v} ^{\operatorname {T} }.}
Dacă {\displaystyle \mathbf {u} } și {\displaystyle \mathbf {v} } sunt vectori de aceeași dimensiune mai mare decât 1, atunci {\displaystyle \det(\mathbf {u} \otimes \mathbf {v} )=0\,.}
Produsul extern {\displaystyle \mathbf {u} \otimes \mathbf {v} } este echivalent cu înmulțirea matricilor {\displaystyle \mathbf {u} \mathbf {v} ^{\operatorname {T} },} cu conditia ca {\displaystyle \mathbf {u} } să fie un vector coloană {\displaystyle m\times 1} iar {\displaystyle \mathbf {v} } un vector coloană {\displaystyle n\times 1} (care produc vectorul linie {\displaystyle \mathbf {v} ^{\operatorname {T} }}). De exemplu, dacă {\displaystyle m=4} și {\displaystyle n=3,} atunci
{\displaystyle \mathbf {u} \otimes \mathbf {v} =\mathbf {u} \mathbf {v} ^{\textsf {T}}={\begin{bmatrix}u_{1}\\u_{2}\\u_{3}\\u_{4}\end{bmatrix}}{\begin{bmatrix}v_{1}&v_{2}&v_{3}\end{bmatrix}}={\begin{bmatrix}u_{1}v_{1}&u_{1}v_{2}&u_{1}v_{3}\\u_{2}v_{1}&u_{2}v_{2}&u_{2}v_{3}\\u_{3}v_{1}&u_{3}v_{2}&u_{3}v_{3}\\u_{4}v_{1}&u_{4}v_{2}&u_{4}v_{3}\end{bmatrix}}.}
Pentru vectori complecși este adesea util să se ia adjuncta lui {\displaystyle \mathbf {v} ,} denumită {\displaystyle \mathbf {v} ^{\dagger }} sau {\displaystyle \left(\mathbf {v} ^{\textsf {T}}\right)^{*}}:
{\displaystyle \mathbf {u} \otimes \mathbf {v} =\mathbf {u} \mathbf {v} ^{\dagger }=\mathbf {u} \left(\mathbf {v} ^{\textsf {T}}\right)^{*}.}

### Deosebirea față de produsul intern euclidian
Dacă {\displaystyle m=n,} atunci se poate obține produsul matricial pe altă cale, obținând un scalar (sau o matrice {\displaystyle 1\times 1}):
{\displaystyle \left\langle \mathbf {u} ,\mathbf {v} \right\rangle =\mathbf {u} ^{\textsf {T}}\mathbf {v} }
care este produsul intern standard pentru spații vectoriale euclidiene, cunoscut mai bine sub denumirea de produs scalar. Produsul scalar este urma produsului extern. Spre deosebire de produsul scalar, produsul extern este necomutativ.
Înmulțirea unui vector {\displaystyle \mathbf {w} } cu o matrice {\displaystyle \mathbf {u} \otimes \mathbf {v} } poate fi scrisă în termenii produsului intern, folosind relația {\displaystyle \left(\mathbf {u} \otimes \mathbf {v} \right)\mathbf {w} =\mathbf {u} \left\langle \mathbf {v} ,\mathbf {w} \right\rangle }.

### Produsul extern al tensorilor
Fiind dați doi tensori, {\displaystyle \mathbf {u} ,\mathbf {v} ,} cu dimensiunile {\displaystyle (k_{1},k_{2},\dots ,k_{m})} și {\displaystyle (l_{1},l_{2},\dots ,l_{n})}, produsul lor extern {\displaystyle \mathbf {u} \otimes \mathbf {v} } este un tensor cu dimensiunile {\displaystyle (k_{1},k_{2},\dots ,k_{m},l_{1},l_{2},\dots ,l_{n})} și elementele
{\displaystyle (\mathbf {u} \otimes \mathbf {v} )_{i_{1},i_{2},\dots i_{m},j_{1},j_{2},\dots ,j_{n}}=u_{i_{1},i_{2},\dots ,i_{m}}v_{j_{1},j_{2},\dots ,j_{n}}}
De exemplu, dacă {\displaystyle \mathbf {A} } este de ordinul 3 cu dimensiunile {\displaystyle (3,5,7)} și {\displaystyle \mathbf {B} } este de ordinul 2 cu dimensiunile {\displaystyle (10,100),} atunci produsul lor extern {\displaystyle \mathbf {C} } este de ordinul 5 cu dimensiunile {\displaystyle (3,5,7,10,100).} Dacă {\displaystyle \mathbf {A} } are o componentă A[2, 2, 4] = 11 iar {\displaystyle \mathbf {B} } are o componentă B[8, 88] = 13, atunci componenta {\displaystyle \mathbf {C} } formată din produsul extern este C[2, 2, 4, 8, 88] = 143.